# Uusküla (Jõelähtme)
Uusküla – wieś w Estonii, w prowincji Harju, w gminie Jõelähtme.